# 707 (numero)
Settecentosette (707) è il numero naturale dopo il 706 e prima del 708.

## Proprietà matematiche
- È un numero dispari.
- È un numero composto con 4 divisori: 1, 7, 101, 707. Poiché la somma dei suoi divisori (escluso il numero stesso) è 109 < 707 è un numero difettivo.
- È un numero semiprimo.
- È un numero palindromo nel sistema numerico decimale.
- È la somma di cinque numeri primi consecutivi (131 + 137 + 139 + 149 + 151).
- È parte delle terne pitagoriche (140, 693, 707), (707, 2424, 2525), (707, 5076, 5125), (707, 35700, 35707), (707, 249924, 249925).

## Astronomia
- 707 Stëina è un asteroide della fascia principale del sistema solare.
- NGC 707 è una galassia lenticolare della costellazione della Balena.

## Astronautica
- Cosmos 707 è un satellite artificiale russo.